# Aristide Leonori
Aristide Leonori (né le 28 juillet 1856 à Rome et mort dans la même ville le 30 juillet 1928) est un architecte, ingénieur écrivain de langue latine et promoteur du latin vivant.

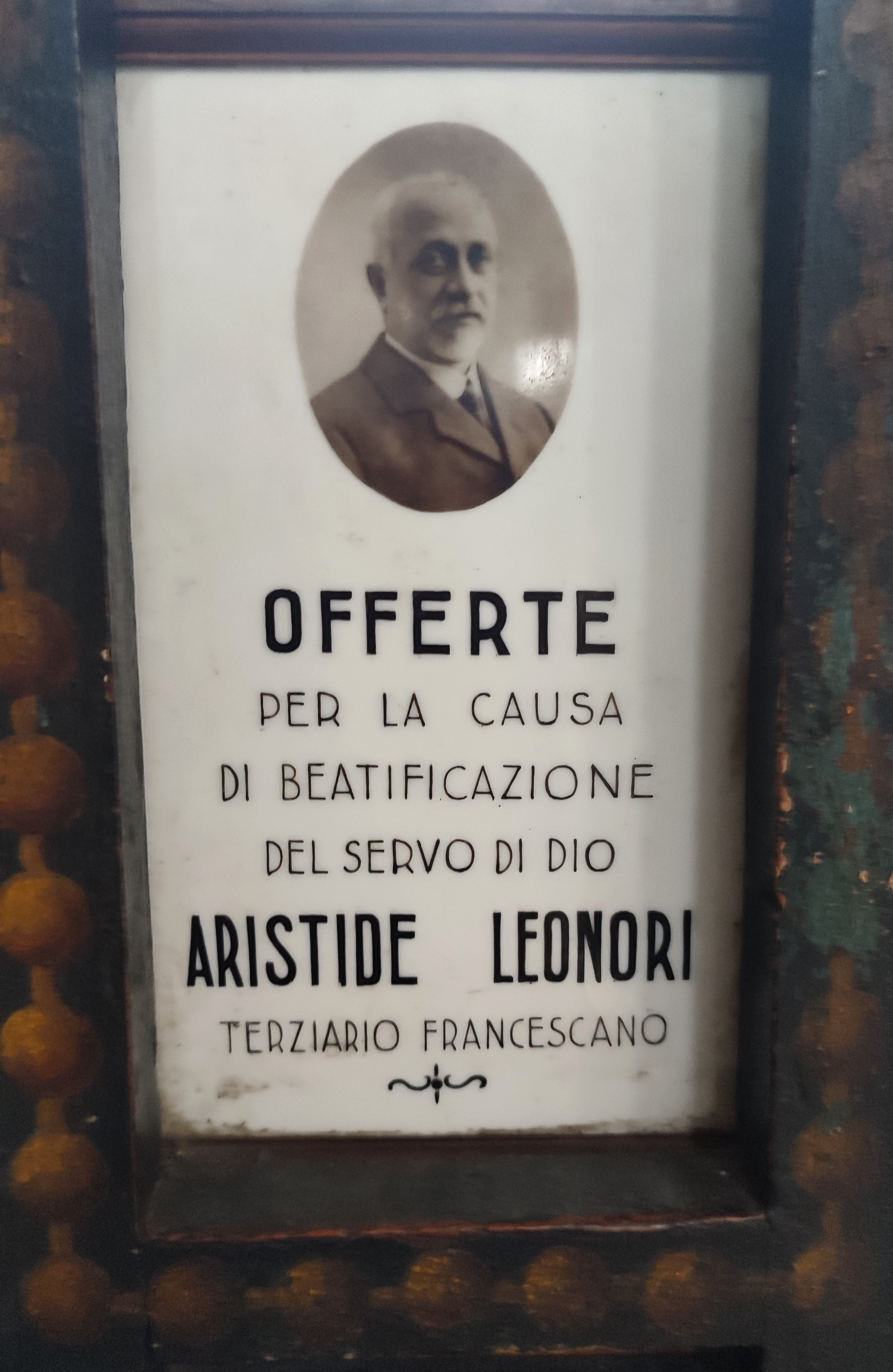
Plaque commémorative dans la basilique Santa Maria in Aracoeli, Rome

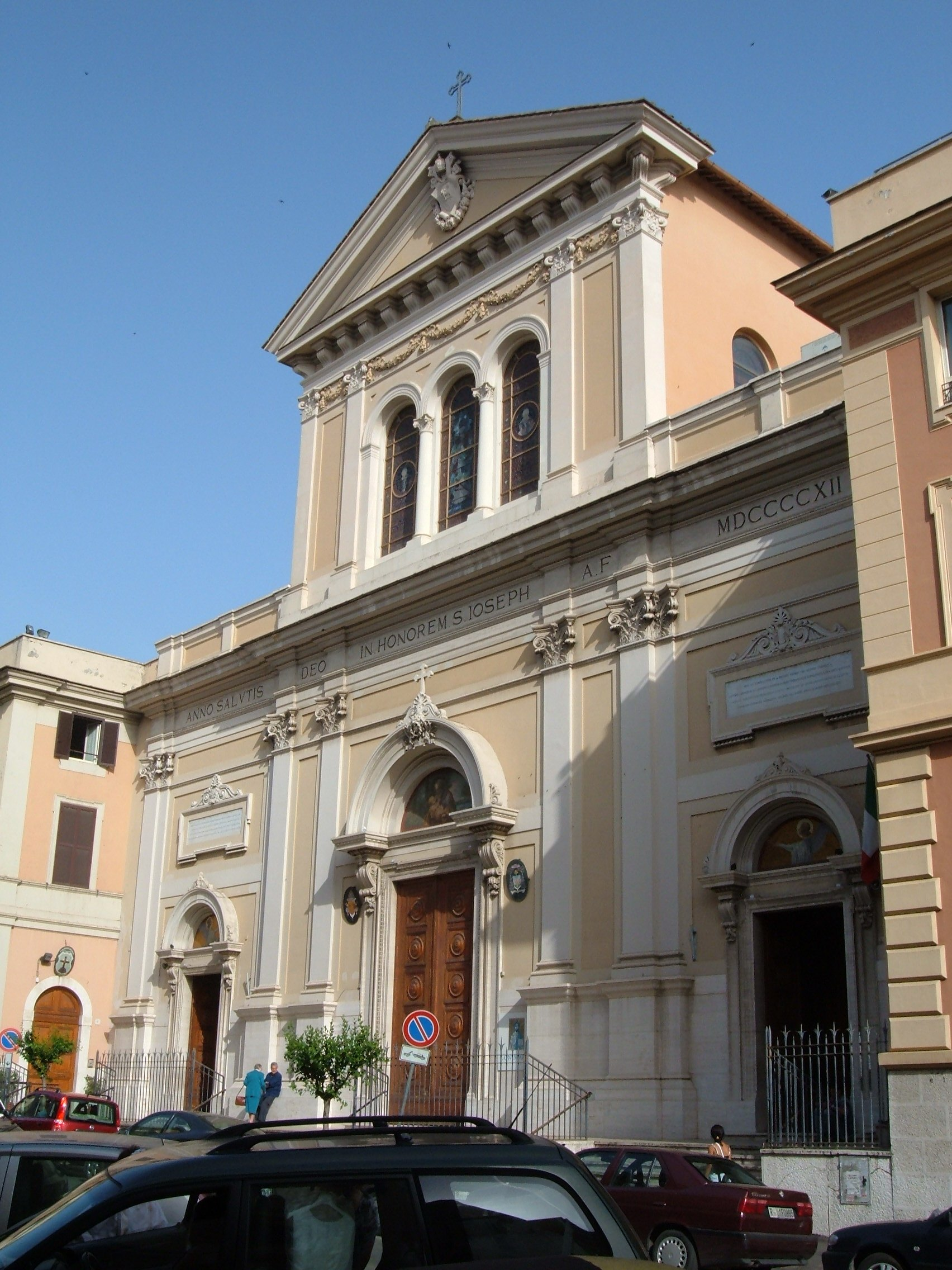
L'église S. Giuseppe al Triomfale, à Rome, par l'architecte Aristide Leonori, 1909.

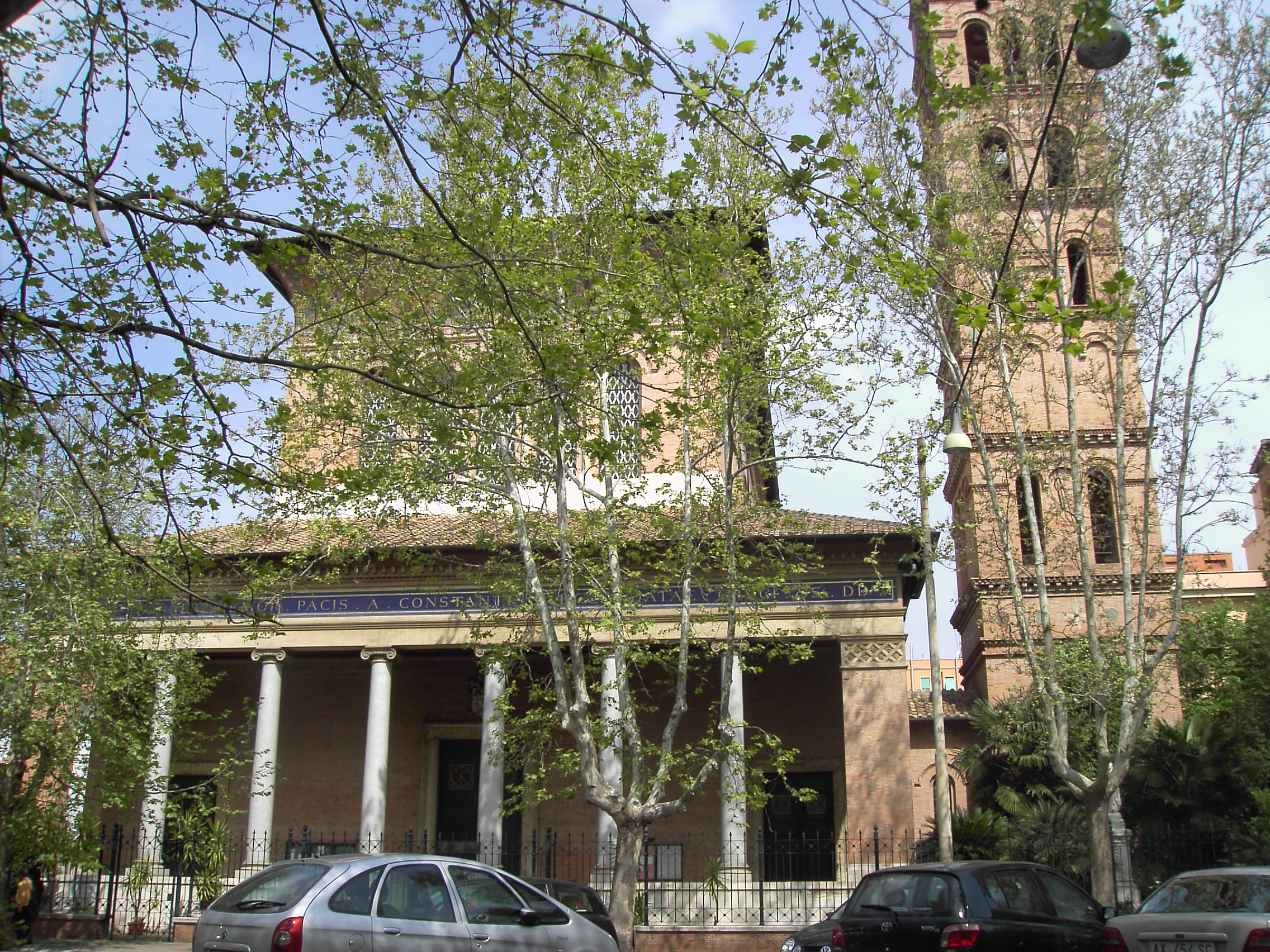
L'église Santa Croce sur la Via Flaminia à Rome, par l'architecte Aristide Leonori, 1912.

## Biographie
Aristide Leonori reçoit d'abord une instruction privée donnée par un prêtre jusqu'à ce qu'il entre à l'âge de huit ans au Collège des jésuites de Rome.
En 1875, à l'âge de dix-neuf ans, il obtient son diplôme de licence et cinq ans plus tard celui d'ingénieur civil.
C'est alors qu'il commence une longue carrière de constructeur d'édifices religieux tant en Italie qu'au delà des mers.
Il est avec George Gilbert Scott un des plus importants constructeurs d'églises.

## Quelques constructions
- 1892: L'église St. Patrick’s, l'église nationale des Irlandais à Rome.
- 1907: la Cathedral Basilica de St. Louis USA
- 1909: la Basilique de San Giuseppe al Trionfale dans le quartier romain du même nom.
- 1909: l'église de St. Joseph au Caire.
- 1911: l'Église San Patrizio a Villa Ludovisi, de style byzantino-roman, Via Boncompagni ainsi que le collège irlandais adjacent.
- 1912: L'église Santa Croce sur la Via Flaminia.
- 1912: St. Joseph’s Cathedral à Buffalo, N.Y.
- 1914 à 1916: l'église Sacro Cuore di Gesù (en français : église du Sacré-Cœur-de-Jésus) à Rome dans le rione de Sallustiano sur la via Piave.
- 1923: l'église Holy Rosary à Washington, D.C.
- l'église mémoriale du Saint-Sépulchre à Washington, D.C.

## Le promoteur des belles-lettres
Attaché aux belles-lettres, Aristide Leonori était également favorable à l'usage international du latin, c'est ainsi qu'il fonda la revue latine Vox Urbis: de litteris et bonis artibus commentarius, qu'il publia deux fois par mois de 1898 à 1913.